# Ilmajoki
Ilmajoki je obec v západním Finsku v provincii Jižní Pohjanmaa. K 28. únoru 2017 zde žilo 12 165 obyvatel.
Rozloha obce je 579,79 km²; z čehož tvoří 2,89 km² vodní plochy. Obyvatelstvo je finskojazyčné.
Vyrábí se zde vodka Finlandia.
Pochází odtud například oštěpař Tero Pitkämäki, wrestler Marko Yli-Hannuksela, etnomusikolog Martti Erik Ala-Könni a historická postava Jaakko Ilkka. Ve městě je také letiště Seinäjoki.

### Externí odkazy

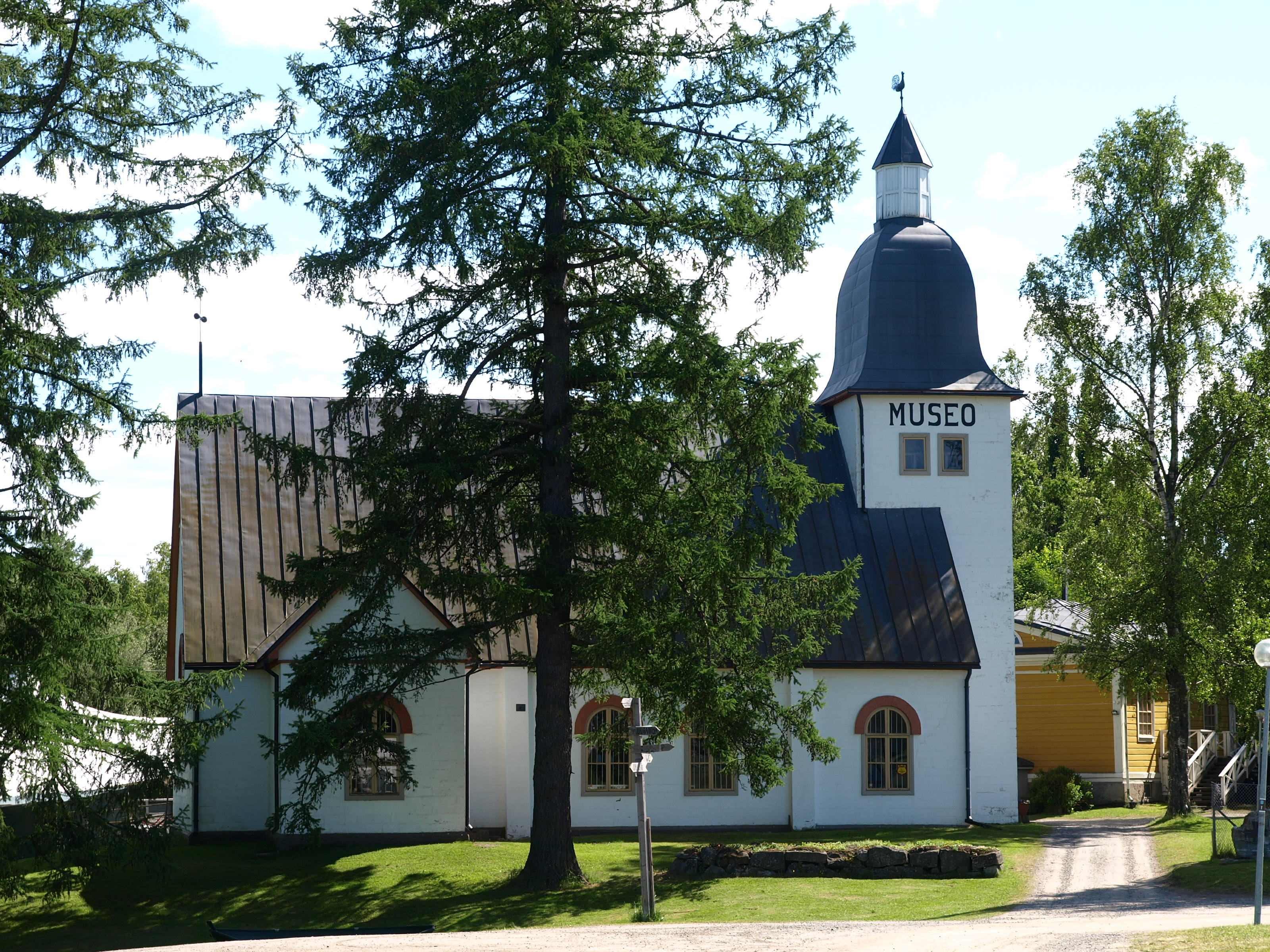
Muzeum